# البنك المركزي الماليزي

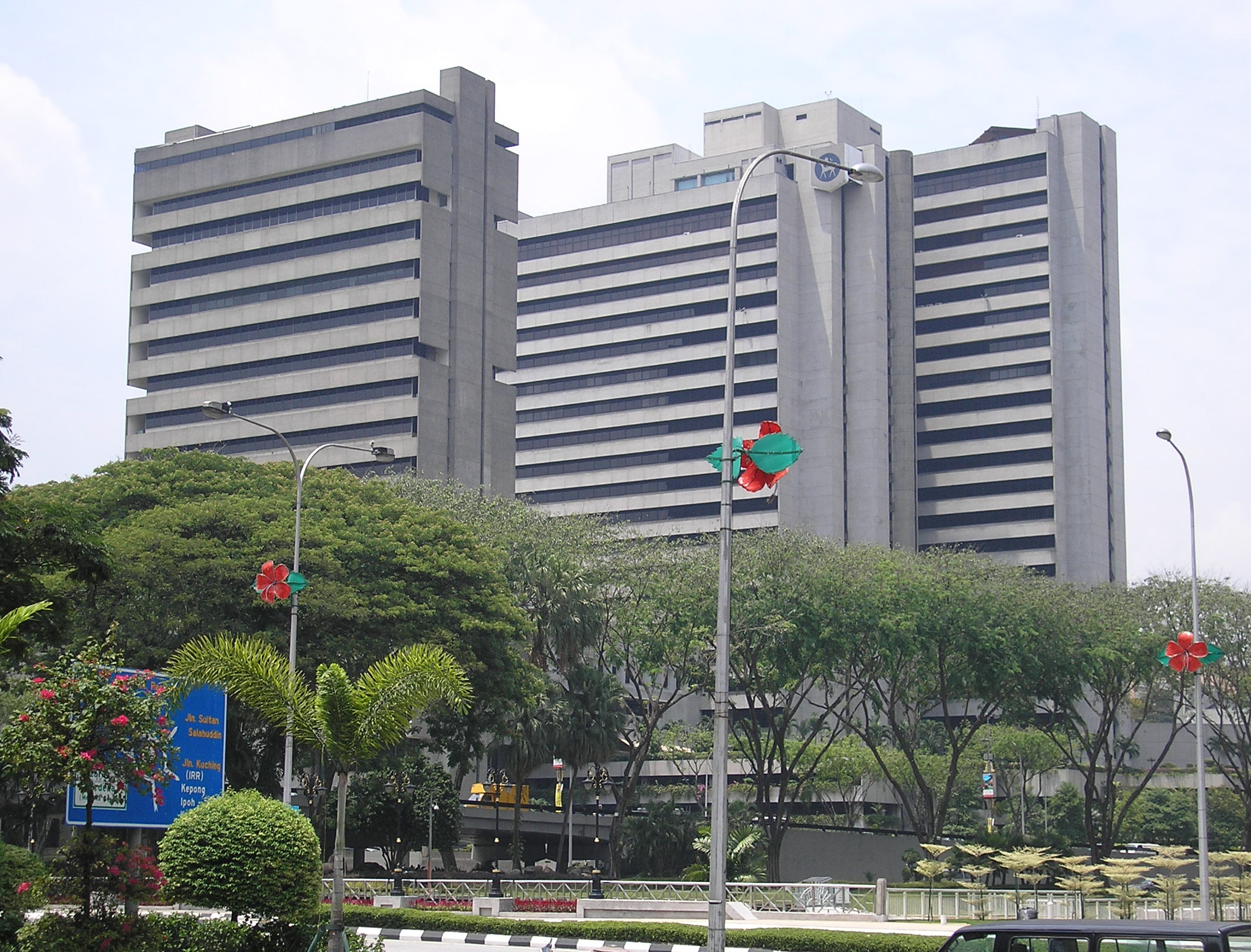
مقر البنك المركزي الماليزي في كوالا لامبور.

البنك المركزي الماليزي هو البنك المركزي لدولة ماليزيا. أنشئ في 26 يناير 1959 كبنك مالايا المركزي ( بنك نيجارا تاناه ملايو ) ، والغرض الرئيسي منه هو إصدار العملة، والعمل كبنك ومستشار لحكومة ماليزيا وتنظيم المؤسسات المالية في البلاد، ونظام الائتمان والسياسة النقدية. يقع مقرها الرئيسي في كوالالمبور ، العاصمة الفيدرالية لماليزيا .
ينشط البنك في تطوير سياسة التضمين المالي وهو عضو مهم في التحالف من أجل التضمين المالي.

## صلاحيات البنك
يتم تمكين البنك المركزي من خلال سن تشريع من قبل برلمان ماليزيا . يتم إنشاء تشريع جديد وتعديل التشريعات الحالية لتعكس احتياجات الوقت والمستقبل.

### قانون المؤسسات المالية للتنمية لعام 2002

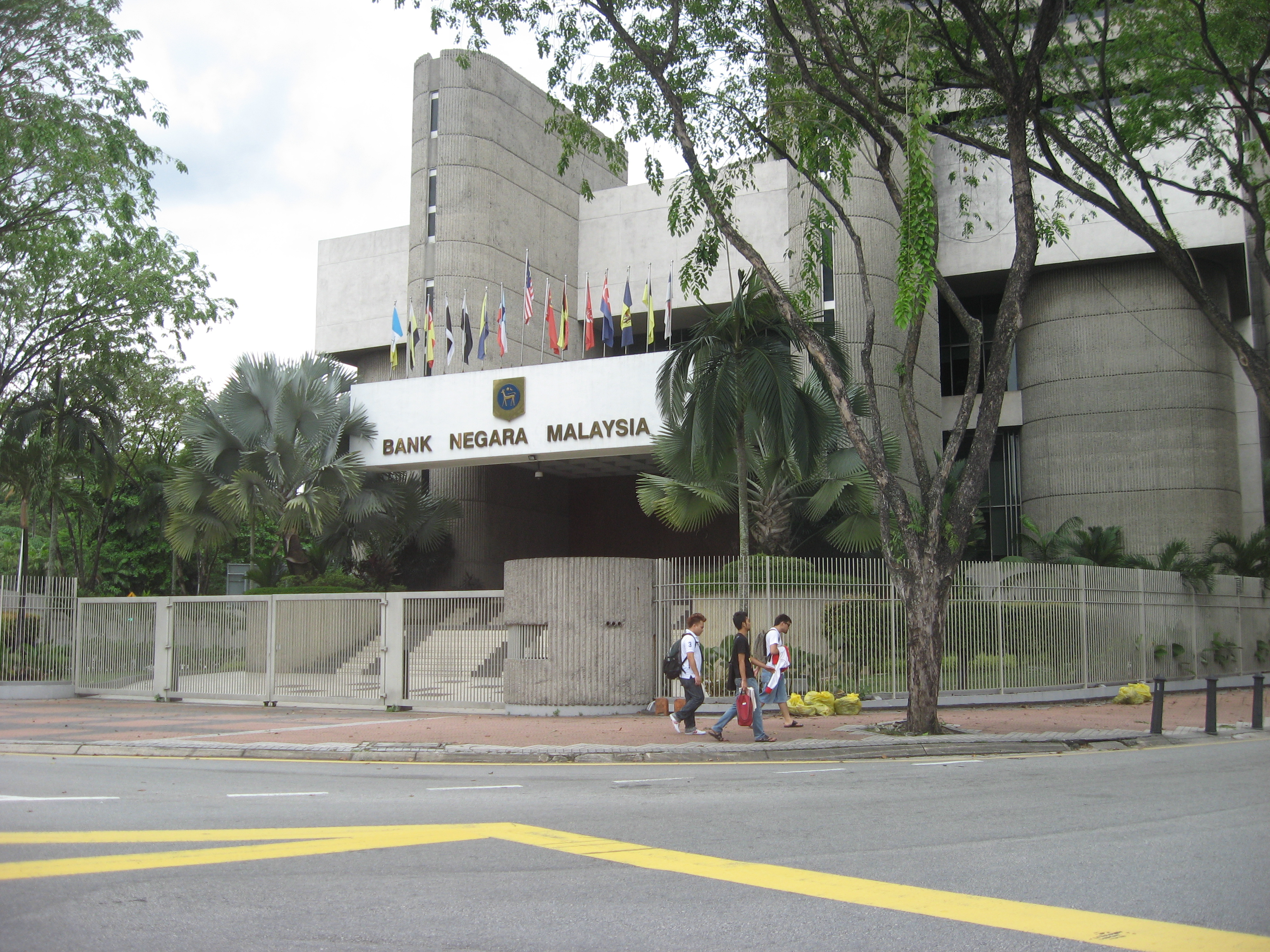
بنك نيجارا ماليزيا.

## روابط خارجية
- (بالملايوية) (بالإنجليزية) الموقع الرسمي
- قانون البنوك الإسلامية